# Joachim Hoffmann
Joachim Hoffmann (* 1. Dezember 1930 in Königsberg/Preußen; † 8. Februar 2002 in Freiburg im Breisgau) war ein deutscher Historiker, der sich vor allem mit der Militärgeschichte des Zweiten Weltkrieges befasste. Er gilt als Hauptvertreter der Präventivkriegsthese, die von der Geschichtswissenschaft widerlegt worden ist.

## Leben
Joachim Hoffmann wurde als Sohn des Juristen und Regierungspräsidenten Paul Hoffmann und seiner Frau Liselotte, geb. Stutz, in Königsberg in Ostpreußen geboren. Hoffmann besuchte dort von 1937 an die Volksschule und anschließend von 1941 bis 1945 die Oberschule auf der Königsberger Burg. Seine Eltern stammten beide aus Berlin, lebten aber bis Kriegsende durch den Beruf des Vaters als Königsberger Regierungspräsident in der ostpreußischen Provinzhauptstadt. Nach der Flucht aus Ostpreußen im Vorfeld der Schlacht um Königsberg ließ sich die Familie in Berlin nieder, wo Hoffmann 1950 an der Schillerschule in Charlottenburg das Abitur ablegte. Anschließend war er 10 Monate bei der Berliner Bank A.-G. tätig und nahm im Sommersemester 1951 zunächst ein naturwissenschaftliches Studium an der Universität Hamburg auf, wechselte aber bald ins Fach Geschichte über. Nach dem 4. Semester ging Hoffmann an die Freie Universität Berlin, wo er Neuere und Osteuropäische Geschichte sowie Völkerkunde studierte und im Mai 1959 bei Richard Dietrich mit einer Studie über Die Berliner Mission des Grafen Prokesch-Osten 1849–1852 promoviert wurde.
Von 1960 bis 1995 war er am Militärgeschichtlichen Forschungsamt (MGFA) der Bundeswehr tätig, zuletzt als Wissenschaftlicher Direktor. Sein Forschungsgebiet dort war die Rote Armee. Er veröffentlichte viele Bücher und Aufsätze zur politischen, diplomatischen und militärischen Geschichte des 19. Jahrhunderts und zur Geschichte des Deutsch-Sowjetischen Krieges.

## Themen

### Ostlegionen und Wlassow-Armee
Hoffmann erforschte am MGFA die Rolle der Ostlegionen im Zweiten Weltkrieg. Er zeigte in mehreren Büchern dazu die historische Dimension von Nationalitätenkonflikten auf, die zum Zusammenbruch der Sowjetunion mit beitrugen.
Hoffmanns „Geschichte der Wlassow-Armee“ betrachtet diese nicht nur als Maßnahme zur Abwendung der dem Deutschen Reich drohenden Kriegsniederlage, sondern als Befreiungsarmee aus der russischen Geschichte heraus. Im Rahmen eines neuen Interesses an diesem Thema bezogen sich einige Autoren in Russland auf das Buch, das 1990 in russischer Übersetzung erschien: etwa Imanuil Levin in „Moskowski Komsomolez“ (1991) und Boris Sokolow in „Nesawissimaja gaseta“ (1992). Solschenizyn empfahl das Buch. Hoffmann erhielt 1992 dafür den Kulturpreis „General Andrei Andrejewitsch Wlassow“ einer „Deutsch-Russländischen Gesellschaft“, die von ehemaligen deutschen und sowjetischen Soldaten 1957 gegründet worden war, zur Paneuropa-Union gehörte, auch mit Rechtsextremisten Kontakte pflegte und bis 1996 bestand.

### Präventivkriegsthese
Hoffmann näherte sich 1983 der Präventivkriegsthese an: Er vertrat in zwei Aufsätzen der damals vom Militärgeschichtlichen Forschungsamt (MGFA) herausgegebenen Reihe „Das Deutsche Reich und der Zweite Weltkrieg“ die Auffassung, Josef Stalin habe seinerseits im Vorfeld des 22. Juni 1941 eine offensive Militärpolitik der Roten Armee gen Westen geplant und nach dem deutschen Einmarsch selbst einen Vernichtungskrieg gegen die Wehrmacht geführt.
Diese These brachte ihn in Konflikte mit Kollegen am MGFA. Hoffmann schrieb am 7. September 1983 an den wissenschaftlichen Direktor des MGFA Wilhelm Deist: Deist habe ihn aus ideologischen Gründen zur Unterdrückung der historischen Wahrheit zu veranlassen versucht. Deist klagte daraufhin gegen Hoffmann auf Widerruf und Unterlassung dieser Behauptung, die er als ehrverletzend wertete. 1984 urteilte das Landgericht Freiburg: Zu Deists Aufgaben als Teamleiter habe es gehört, Änderungswünsche zu äußern und Kürzungen anzuregen, was unstreitig erfolgt sei. Hoffmanns Vorwurf, Deist betreibe damit Geschichtsfälschung, sei einem Wahrheitsbeweis nicht zugänglich. Die Feststellung dessen, was historisch wahr sei, sei Aufgabe der Geschichtswissenschaft und nicht der Tatsachenfeststellung durch ein Gerichtsurteil. Die Frage könne aber letztlich dahinstehen, weil Hoffmann bei seiner Eingabe an seinen Dienstvorgesetzten in Wahrnehmung seiner berechtigten Interessen gehandelt habe. Hoffmann zitierte das Urteil in der Neuauflage des vierten Bandes von Das Deutsche Reich und der Zweite Weltkrieg als Bestätigung seiner Position.
Ab 1986 beteiligte er sich an der Präventivkriegsdebatte, die der sowjetische Überläufer Viktor Suworow 1985 mit zwei Aufsätzen in der britischen Militärfachzeitschrift RUSI Journal ausgelöst hatte. Hoffmann unterstützte dessen These, Adolf Hitler sei einem Angriff der Roten Armee auf Deutschland nur knapp zuvorgekommen, in Leserbriefen an das RUSI-Journal und an die Frankfurter Allgemeine Zeitung („Stalin wollte den Krieg“). Er behauptete, die Aufstellung der Roten Armee im Sommer 1941 lasse nicht auf Verteidigungsmaßnahmen, sondern auf eine Bedrohung schließen. Das vertrat Hoffmann 1991 während der russischen Debatte über Suworows Buch Der Eisbrecher  auch in einem Aufsatz in der russischen Fachzeitschrift „Otechestvennaia istoriia“ (4/1993, S. 19). Darauf berief sich der russische Historiker Juri Afanasjew.
Nach seiner Pensionierung beim MGFA versuchte Hoffmann, die Präventivkriegsthese in seinem 1995 erschienenen Buch „Stalins Vernichtungskrieg“ zu untermauern. Stalins damaliger Angriffsplan auf das Deutsche Reich sei weder Grund noch Anlass für Hitlers Entschluss zum Überfall auf die Sowjetunion gewesen. Beide Diktatoren hätten unabhängig voneinander einen Krieg vorbereitet; Hitler sei Stalin nur zuvorgekommen. Die Stalinrede vom 5. Mai 1941 im Kreml vor den Absolventen der sowjetischen Militärakademien (deren Echtheit wegen uneinheitlicher Quellen umstritten ist) belege, dass Stalin einen Vernichtungskrieg gegen Deutschland geplant habe.
Schon 1987 wiesen Fachhistoriker die Präventivkriegsthese zurück und ordneten die Debatte in den damaligen westdeutschen Historikerstreit ein. Der Rezensent Günther Gillessen, der Suworow 1986 zugestimmt hatte, urteilte 1995, Hoffmann habe „in seinem Buch nicht stetig den kühlen Ton des Wissenschaftlers“ durchgehalten. Spiegel-Herausgeber Rudolf Augstein bezeichnete Hoffmann 1996 als „Kommunistenfresser“, „der hierzulande vehementer als jeder andere die These der Stalinschen Präventivabsicht hervorhebt“. Deutsche, russische, angelsächsische und israelische Fachhistoriker überprüften die Präventivkriegsthese nochmals und verwarfen sie 1997 bei einem internationalen Moskauer Historikertag im Ergebnis einhellig als unzutreffend. Rechtsextreme Geschichtsrevisionisten dagegen begrüßten Hoffmanns Buch, etwa in der neurechten Zeitschrift Junge Freiheit, und nutzten sein Ansehen als ehemaliger Militärhistoriker zum Aufrechterhalten der Präventivkriegsthese. Hoffmann ist von Forschern zur NS-Zeit und zum Rechtsextremismus oft zusammen mit anderen rechtsextremen oder rechtskonservativen Vertretern der Präventivkriegsthese wie Fritz Becker, Max Klüver, Werner Maser, Heinz Magenheimer, Walter Post, Franz W. Seidler, Wolfgang Strauß, Adolf von Thadden und Ernst Topitsch erwähnt und kritisiert worden.

### Opferzahlen des Holocaust
Zu den Opferzahlen der Konzentrationslager Auschwitz schrieb Hoffmann in seinem Buch Stalins Vernichtungskrieg zunächst historisch zutreffend: Bislang bestätigten die freigegebenen Sterbebücher sowjetischer Archive nur 74.000 Opfer unter den „arbeitsfähigen Deportierten“ (also denen, die die Selektion auf der Rampe von Auschwitz zunächst überlebten). Die früher angegebene Gesamtopferzahl von vier Millionen sei als falsch erwiesen. Auch die neuere Gesamtopferzahl habe 1990 durch Jean-Claude Pressac „… allerdings eine starke Herabminderung erfahren, sie beträgt nach letzten Meldungen – und nicht weniger furchtbar – heute zwischen 631.000 und 711.000.“ Einige Historiker stufen Hoffmann deswegen als dem rechtsextremen Geschichtsrevisionismus nahestehend ein. Neuere Forschungen ergaben eine wahrscheinliche Zahl von mindestens 1,1 Millionen Opfern in Auschwitz.
1991 verlieh die Zeitgeschichtliche Forschungsstelle Ingolstadt, die Holocaustleugnung und Holocaustrelativierung vertritt, Hoffmann mit der „Dr. Walter-Eckhardt-Ehrengabe für Zeitgeschichtsforschung“.
1995 veröffentlichte der rechtsextreme Verleger Wigbert Grabert den Sammelband Grundlagen der Zeitgeschichte von Germar Rudolf, einem wegen Volksverhetzung verurteilten Holocaustleugner, unter dessen Pseudonym „Ernst Gauss“. Grabert wurde deswegen angeklagt. Hoffmann erstellte für dessen Prozess ein Gutachten, gab darin an, „Gauss“ nicht zu kennen, billigte dem Sammelband wissenschaftliche Qualität zu und kritisierte, der Autor habe die Massenvernichtung der Juden in Auschwitz nicht deutlich genug hervorgehoben. Das Amtsgericht Tübingen ließ den Sammelband wegen Holocaustleugnung einziehen und verurteilte Grabert zu einer Geldstrafe. Rudolf veröffentlichte Hoffmanns Gutachten 1997 in der holocaustleugnenden Zeitschrift Vierteljahreshefte für freie Geschichtsforschung (VffG). Der Verfassungsschutzbericht Baden-Württembergs von 1998 erwähnte Hoffmann mit diesem Vorgang.
1996 stellten Abgeordnete der Partei Bündnis 90/Die Grünen im Deutschen Bundestag zwei Anfragen zu einem Vorwort, das der Direktor des Militärarchivs Freiburg Manfred Kehrig zu Hoffmanns Buch Stalins Vernichtungskrieg verfasst hatte.

## Veröffentlichungen
- Die Berliner Mission des Grafen Prokesch-Osten 1849–1852 (Berlin, Freie Univ., Diss., 1959).
- Die Ostlegionen 1941–1943. Turkotataren, Kaukasier, Wolgafinnen im deutschen Heer (= Einzelschriften zur militärischen Geschichte des Zweiten Weltkrieges. Band 19). Verlag Rombach, Freiburg i. Breisgau 1976, ISBN 3-7930-0178-4.

Rezension: Michael G. Hillinger in The American Historical Review. Volume 81, Issue 5, Dez 1976, S. 1155.
- Deutsche und Kalmyken 1942–1945 (= Einzelschriften zur militärischen Geschichte des Zweiten Weltkrieges. Band 14). Verlag Rombach, Freiburg i. Breisgau 1977, ISBN 3-7930-0173-3.

Rezension: G. C. Field in The American Historical Review. Volume 80, Issue 4, Okt 1975, S. 964 f.
- Die Sowjetunion bis zum Vorabend des deutschen Angriffs und Die Kriegführung aus der Sicht der Sowjetunion. In: Jürgen Förster, Horst Boog, Joachim Hoffmann (Hrsg.): Das Deutsche Reich und der Zweite Weltkrieg. Band 4: Der Angriff auf die Sowjetunion. 2. Auflage. Deutsche Verlagsanstalt, 1987, ISBN 3-421-06098-3, S. 38–97 und S. 713–809.
- Kaukasien 1942/43 – Das deutsche Heer und die Orientvölker der Sowjetunion. Rombach, Freiburg/Breisgau 1991, ISBN 3-7930-0194-6.
- Die Angriffsvorbereitungen der Sowjetunion 1941. In: Bernd Wegner (Hrsg.): Zwei Wege nach Moskau – Vom Hitler-Stalin-Pakt bis zum „Unternehmen Barbarossa“. Piper, München/Zürich 1991, ISBN 3-492-11346-X, S. 367–388.
- Die Tragödie der ‚Russischen Befreiungsarmee‘ 1944/45. Wlassow gegen Stalin. Herbig, Neuauflage 2003, ISBN 3-7766-2330-6.

Rezensionen: Catherine Andreyev in Soviet Studies. Großbritannien 3/1985; Earl F. Ziemke in The American Historical Review. 4/1985; Lawrence D. Stokes in German Studies Review. USA, Mai 1985; Ralf Georg Reuth in Frankfurter Allgemeine Zeitung. 25. Mai 1985; Roman Dneprov in Novoye Russkoye Slovo. New York, 21. November 1985; F. L. Carsten in The Slavonic and East European Review. Großbritannien 1/1986; H. Freiherr von Vogelsang in Liechtensteiner Vaterland. 11. Oktober 1984; R.J. Overy in The English Historical Review. Volume 102, Issue 404, Juli 1987, S. 759.
- Stalins Vernichtungskrieg 1941–1945. 8. Auflage. Herbig, München 2001, ISBN 3-7766-2079-X.

Rezension: Klaus Naumann in Die Zeit. 10. November 1995.

## Einzelbelege
1. ↑  Jens Mecklenburg (Hrsg.): Handbuch Deutscher Rechtsextremismus, Berlin 1996, S. 351f.
2. ↑  Joachim Hoffmann: Die Sowjetunion bis zum Vorabend des deutschen Angriffs. In: MGFA (Hrsg.): Das Deutsche Reich und der Zweite Weltkrieg, Band 4: Der Angriff auf die Sowjetunion. Deutsche Verlags-Anstalt, Stuttgart 1983, ISBN 3-421-06098-3, S. 58 f. und S. 66 f.
3. ↑  Joachim Hoffmann: Die Kriegführung aus Sicht der Sowjetunion. In: Das Deutsche Reich und der Zweite Weltkrieg Band 4. S. 713–809, hier S. 778–790.
4. ↑  Schandfleck der Geschichte. In: Der Spiegel. Nr. 10, 2008 (online – 7. April 2008, Interview mit Rolf-Dieter Müller).
5. ↑  Urteil des Landgerichts Freiburg, Geschäftsnummer 5 O 83/84, verkündet am 19. Juni 1984.
6. ↑  Juri Afanasjew (Hrsg.): Der andere Krieg 1939–1945 (Drugaja Vojna), Moskau 1996.
7. ↑  Joachim Hoffmann: Stalins Vernichtungskrieg, 1941–1945. München 2001, S. 23–84.
8. ↑  Gernot Erler (Hrsg.): Geschichtswende? Entsorgungsversuche zur deutschen Geschichte. Dreisam, 1987, ISBN 3-89125-255-2, S. 101; Reinhard Kühnl (Hrsg.): Vergangenheit, die nicht vergeht: die „Historiker-Debatte“, Darstellung, Dokumentation, Kritik. Pahl-Rugenstein, 1987, S. 119; Gerd R. Ueberschär: Das Unternehmen Barbarossa gegen die Sowjetunion – ein Präventivkrieg? Zur Wiederbelebung der alten Rechtfertigungsversuche des deutschen Überfalls auf die UDSSR 1941. In: Brigitte Bailer-Galander, Wolfgang Benz, Gero Neugebauer: Wahrheit und Auschwitzlüge – zur Bekämpfung „revisionistischer Propaganda“. Wien 1995, S. 163.
9. ↑  Günther Gillessen (FAZ 10. Oktober 1995): Der andere große Verderber Europas: Joachim Hoffmann beschreibt Anfang und Fortgang von Stalins Kriegführung.
10. ↑  Nur ein Sandkastenspiel. In: Der Spiegel. Nr. 6, 1996 (online – 5. Februar 1996).
11. ↑  Volker Dotterweich: Kontroversen der Zeitgeschichte. München 1998, S. 123–160; Gerd Ueberschär, Lew Besymenski (Hrsg.): Der deutsche Angriff auf die Sowjetunion 1941. Die Kontroverse um die Präventivkriegsthese. 2. Auflage. Darmstadt 2011, S. 48–69.
12. ↑  Fabian Virchow: Gegen den Zivilismus: Internationale Beziehungen und Militär in den politischen Konzeptionen der extremen Rechten. Verlag für Sozialwissenschaften, 2006, ISBN 3-531-15007-3, S. 345. (Seite nicht mehr abrufbar, festgestellt im April 2018. Suche in Webarchiven)  Info: Der Link wurde automatisch als defekt markiert. Bitte prüfe den Link gemäß Anleitung und entferne dann diesen Hinweis.
13. ↑  Gerd R. Ueberschär, Lev Bezymenskiĭ (Hrsg.): Der deutsche Angriff auf die Sowjetunion 1941: die Kontroverse um die Präventivkriegsthese. Neuauflage, Darmstadt 2011, S. 153, Fußnote 9; Bernd Struß: „Ewiggestrige“ und „Nestbeschmutzer“: Die Debatte über die Wehrmachtsausstellungen – eine linguistische Analyse. Peter Lang, Frankfurt am Main 2009,  S. 218. (Memento des Originals vom 17. März 2014 im Internet Archive)  Info: Der Archivlink wurde automatisch eingesetzt und noch nicht geprüft. Bitte prüfe Original- und Archivlink gemäß Anleitung und entferne dann diesen Hinweis.; Lars-Broder Keil, Sven Felix Kellerhoff: Deutsche Legenden. Vom 'Dolchstoß' und anderen Mythen der Geschichte. Ch. Links Verlag, Berlin 2002, S. 111. (Seite nicht mehr abrufbar, festgestellt im April 2018. Suche in Webarchiven)  Info: Der Link wurde automatisch als defekt markiert. Bitte prüfe den Link gemäß Anleitung und entferne dann diesen Hinweis. S. 260, Fußnote 26 (Seite nicht mehr abrufbar, festgestellt im April 2018. Suche in Webarchiven)  Info: Der Link wurde automatisch als defekt markiert. Bitte prüfe den Link gemäß Anleitung und entferne dann diesen Hinweis..
14. ↑  Joachim Hoffmann: Stalins Vernichtungskrieg. München 2001, S. 302.
15. ↑  Brigitte Bailer-Galanda, Wilhelm Lasek, Walter Manoschek, Wolfgang Neugebauer: „Revisionistische“ Tendenzen im österreichischen Bundesheer? Stellungnahme zu Aussagen von Dr. Heinz Magenheimer. Hrsg. vom Dokumentationsarchiv des österreichischen Widerstandes, Wien 1996, S. 27.
16. ↑  Klaus-Dietmar Henke: Tödliche Medizin im Nationalsozialismus: Von der Rassenhygiene zum Massenmord. Böhlau, Köln 2008, S. 201.
17. ↑  Amtsgericht Tübingen Az. 4 Gs 173/95
18. ↑  Ministerium für Inneres und Justiz des Landes Nordrhein-Westfalen (Hrsg.): Verfassungsschutzbericht des Landes Nordrhein-Westfalen. Zwischenbericht 1998, Düsseldorf 1998, S. 32.
19. ↑  Deutscher Bundestag, 13. Wahlperiode, Drucksache 13/5773 (11. Oktober 1996): Antwort der Bundesregierung auf die Kleine Anfrage der Abgeordneten Annelie Buntenbach, Volker Beck (Köln), Winfried Nachtwei und der Fraktion Bündnis 90/Die Grünen: Haltung der Bundesregierung zur Präventivkriegsthese (PDF; 325 kB)
20. ↑  Klaus Naumann: Stalins Vernichtungskrieg? In: Die Zeit, 46/1995. Zeit online, 10. November 1995, abgerufen am 20. Mai 2019.

| Personendaten    | Personendaten                      |
| ---------------- | ---------------------------------- |
| NAME             | Hoffmann, Joachim                  |
| KURZBESCHREIBUNG | deutscher Historiker und Publizist |
| GEBURTSDATUM     | 1. Dezember 1930                   |
| GEBURTSORT       | Königsberg in Preußen              |
| STERBEDATUM      | 8. Februar 2002                    |
| STERBEORT        | Freiburg im Breisgau               |